# Ludwig Cassman
Ludwig Cassman (3 dicembre 1995) è un ex sciatore alpino svedese.

## Biografia
Specialista delle prove tecniche originario di Östersund, fratello di Anthon, a sua volta sciatore alpino, e attivo dal novembre del 2010, in Coppa Europa Ludwig Cassman ha esordito il 19 gennaio 2014 a Zell am See in slalom gigante, senza completare la gara, e ha ottenuto il miglior piazzamento il 29 gennaio 2016 a Zuoz nella medesima specialità (39º); in quella stessa stagione ha vinto la medaglia d'argento nella gara a squadre ai Mondiali juniores di Soči/Roza Chutor 2016. Ha preso per l'ultima volta il via in Coppa Europa il 5 dicembre 2018 a Funäsdalen in slalom gigante, senza completare la prova, e si è ritirato durante quella stessa stagione 2018-2019: la sua ultima gara è stata uno slalom speciale FIS disputato il 6 gennaio a Duved. Non ha debuttato in Coppa del Mondo né preso parte a rassegne olimpiche o iridate.

## Palmarès

### Mondiali juniores
- 1 medaglia:
  - 1 argento (gara a squadre a Soči/Roza Chutor 2016)